# Wijnyzja (Wolodymyr)
Wijnyzja (ukrainisch Війниця; russisch Войница/Woiniza, polnisch Wojnica) ist ein Dorf in der Westukraine in der Oblast Wolyn, Rajon Wolodymyr etwa 7 Kilometer nördlich der ehemaligen Rajonshauptstadt Lokatschi und 45 Kilometer westlich der Oblasthauptstadt Luzk gelegen.

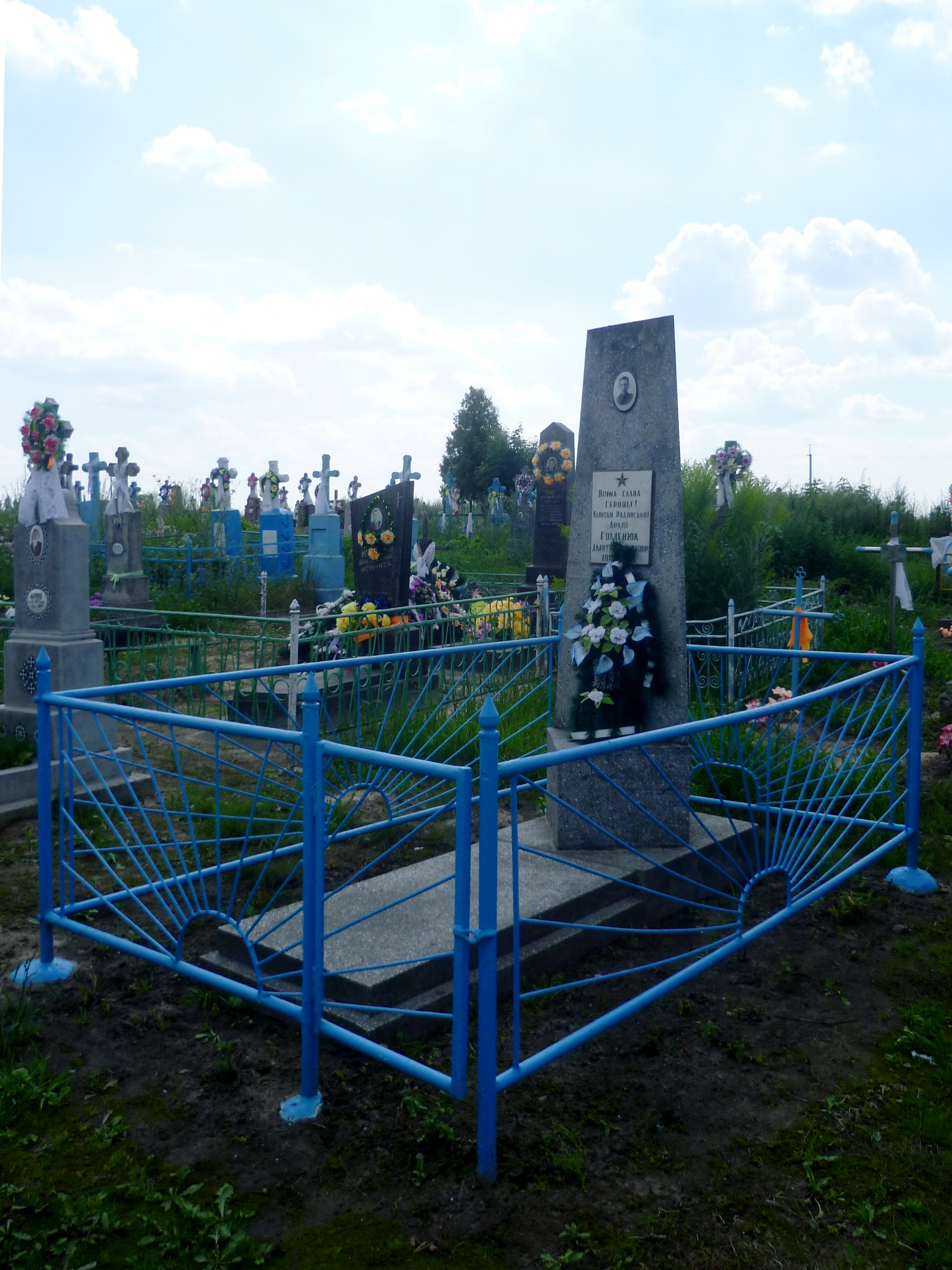
Denkmal im Ort

## Geschichte
Der Ort wird 1542 zum ersten Mal schriftlich erwähnt und gehörte bis 1793 in der Woiwodschaft Wolhynien zur Adelsrepublik Polen-Litauen. Mit den Teilungen Polens fiel der Ort an das Russische Reich und lag bis zum Ende des Ersten Weltkriegs im Gouvernement Wolhynien.
Nach dem Ersten Weltkrieg kam der Ort zu Polen (in die Woiwodschaft Wolhynien, Powiat Horochów, Gmina Kisielin), im Zweiten Weltkrieg wurde er zwischen 1939 und 1941 von der Sowjetunion besetzt. Nach dem Überfall auf die Sowjetunion im Juni 1941 wurde er dann bis 1944 von Deutschland besetzt, dies gliederte den Ort in das Reichskommissariat Ukraine in den Generalbezirk Brest-Litowsk/Wolhynien-Podolien, Kreisgebiet Gorochow.
Nach dem Krieg wurde der Ort der Sowjetunion zugeschlagen. Dort kam das Dorf zur Ukrainischen SSR und seit 1991 ist es ein Teil der heutigen Ukraine.
Am 20. Juni 2018 wurde das Dorf zum Zentrum der neugegründeten Landgemeinde Wijnyzja (Війницька сільська громада Wijnyzka silska hromada). Zu dieser zählen auch noch die 12 Dörfer Beheta (Бегета), Beresowytschi (Березовичі), Bobytschi (Бобичі), Chworostiw (Хворостів), Hubyn (Губин), Jakowytschi (Яковичі), Mychajliwka (Михайлівка), Mischlissja (Міжлісся), Osjutytschi, Pawlowytschi (Павловичі), Sapust (Запуст) und Tumyn (Тумин), bis dahin bildete das Dorf zusammen mit den Dörfern Hubyn, Mychajliwka, Pawlowytschi und Tumyn die Landratsgemeinde Wijnyzja (Війницька сільська рада/Wijnyzka silska rada) im Zentrum den Rajons Lokatschi.
Am 12. Juni 2020 wurde der Ort dann nach Auflösung der Landgemeinde Wijnyzja ein Teil der Landgemeinde Saturzi
Am 17. Juli 2020 wurde der Ort Teil des Rajons Wolodymyr.